# Lõve
Lõve – wieś w Estonii, prowincji Valga, w gminie Põdrala.